# Estela Raquel Giménez
Estela Raquel Giménez (Buenos Aires, Argentina, 25 de julio de 1931-22 de enero de 2017) fue una médica pediatra y toxicóloga argentina.

## Actividad
Obtuvo su título de médica en la Facultad de Medicina de la Universidad de Buenos Aires
comenzando a trabajar en el Hospital de Niños “Ricardo Gutiérrez” de Buenos Aires, integrándose a las primeras Residencias de Pediatría del país. Realizó su tesis doctoral en Toxicología, con altas calificaciones.
Es considerada una de las personalidades más destacadas de la Toxicología Clínica de Argentina, fundadora en 1962 del primer Centro de Toxicología de América Latina (en el Hospital de Niños Gutiérrez).
Además fue médica legista, y sanitarista, hizo aportes fundamentales para la detección de epidemias toxicológicas preocupantes como la de los paños de alcohol en lactantes, el mercurio en los pañales, el dietilenglicol, la detección de plomo en la provincia de Jujuy, la contaminación de leche en polvo, etc. Intervino en la creación de la Administración Nacional de Medicamentos, Alimentos y Tecnología Médica.
Fue profesora titular de la Primera Cátedra de Toxicología de la Facultad de Medicina de la Universidad de Buenos Aires, dictó cursos en España, Latinoamérica y América Central, así como en prácticamente todas las provincias argentinas. Fue integrante de un comité de expertos de la Sociedad Iberoamericana de Información Científica (SIIC), en pediatría.

## Publicaciones
Es autora del libro pionero de la Toxicología Clínica “Manual de Toxicología Infantil”, editado en 1970 y que su prólogo menciona que “se trata de comunicar la experiencia del Centro de Intoxicaciones y del establecimiento que lo alberga, el Hospital Municipal de Niños de Buenos Aires".
- Coordinadora del libro: "Evaluación epidemiológica de riesgos causados por agentes químicos ambientales. Manual de Epidemiología y Estadística", Tomos I y II (1988).[11][12]
- Coordinadora del libro: "Evaluación epidemiológica de riesgos causados por agentes químicos ambientales: generalidades y toxicología" (1988).[13]
- Coordinadora del capítulo sobre "Problemas que limitan la armonización de registro de los productos farmacéuticos. Soluciones para un mejor curso de acción" (1999).[14]
- Autora de un prólogo del Libro La salud de los trabajadores: contribuciones para una asignatura pendiente, de Carlos Aníbal Rodríguez (2005).[15]
- Varias publicaciones en Revista del Hospital de Niños de Buenos Aires (Cuarenta años de toxicología clínica, 2002;  Hacia una prescripción racional en psicofármacos, 2009 ; Vacunas, 2010).
- También publicó  en Archivos Argentinos de Pediatría (Medicamentos sobre el tapete, 2002).